# Орлов, Сергей Иванович
Серге́й Ива́нович Орло́в (1916, Выкса, Российская империя — 1999) — советский футболист, нападающий. В 1946—1948 годах выступал за харьковский «Локомотив», киевское «Динамо» и кишинёвское «Динамо».
Имеет двух сыновей — Александра и Геннадия. Александр — кинорежиссёр, сценарист и актёр, Геннадий работает спортивным телекомментатором.

## Карьера
В молодости Сергей занимался греблей и коньками. В 1932 году выступал за «Металлург Выкса» и сборную города по футболу. В 1935 году победил на всесоюзных соревнованиях по конькам в Свердловске. В 1936 году Орлов поступил в Томское артиллерийское училище. В следующем году стал рекордсменом Томска в беге на 5000 метров. После окончания училища служил в Сибирском военном округе. Там выступал на армейских соревнованиях за сборную округа по футболу и другим видам спорта. В феврале 1943 года Орлов участвовал в чемпионате СССР по конькам, который проходил в Москве на стадионе «Динамо» и занял там 7 место. После этого его перевели служить в Москву в ЦДКА. Закрепиться в основном составе он не смог и в 1945 году перешёл в «Локомотив» из Харькова. Начало чемпионата 1946 года он встретил, являясь игроком Динамо «Киев». Там он дебютировал в чемпионате СССР. 2 мая в матче против московских «Крыльев Советов». Всего в первенстве Сергей сыграл 5 матчей. В том сезоне «Динамо» заняло последнее место, но из первой группы не вылетело. В 1947 году Орлов играл в Харькове за «Дзержинец». Следующие два сезона Орлов провёл, выступая за кишинёвское «Динамо».
После завершения карьеры работал тренером. Возглавлял команду Каменск-Уральского. После того, как в сентябре 1957 года на химзаводе «Маяк» произошла радиационная авария, семья вернулась на Украину. Там Сергей тренировал клубы Конотопа и Сум.